# Lillesjön (Södra Unnaryds socken, Småland)
Lillesjön är en sjö i Hylte kommun i Småland och ingår i Lagans huvudavrinningsområde. Sjön har en area på 0,114 kvadratkilometer och ligger 149 meter över havet.

## Delavrinningsområde
Lillesjön ingår i det delavrinningsområde (631816-136557) som SMHI kallar för Utloppet av Stora Slätten. Medelhöjden är 158 meter över havet och ytan är 17,51 kvadratkilometer. Det finns ett avrinningsområde uppströms, och räknas det in blir den ackumulerade arean 31,21 kvadratkilometer. Hulabäcken som avvattnar avrinningsområdet har biflödesordning 3, vilket innebär att vattnet flödar genom totalt 3 vattendrag innan det når havet efter 134 kilometer. Avrinningsområdet består mestadels av skog (67 procent) och sankmarker (11 procent). Avrinningsområdet har 2,87 kvadratkilometer vattenytor vilket ger det en sjöprocent på 16,4 procent.